# Bowling Bowling Bowling Parking Parking
Bowling Bowling Bowling Parking Parking — мини-альбом американской панк-рок-группы Green Day, был выпущен только в Японии, Европе и Южной Америке в 1996 году. Песни с альбома были записаны в разное время и относятся к типу так называемых live-версий.

## Список композиций
1. «Armatage Shanks» — 2:18 (записана в Праге 26 марта 1996 года)
2. «Brain Stew» — 3:04 (записана в Праге 26 марта 1996 года)
3. «Jaded» — 1.23 (записана в Праге 26 марта 1996 года)
4. «Knowledge» — 2:38 (записана 11 марта 1994 в Сент-Питерсберге, штат Флорида)
5. «Basket Case» — 2:52 (записана в Токио 27 января 1996 года)
6. «She» — 2:20 (записана в Токио 27 января 1996 года)
7. «Walking Contradiction» — 2:31 (записана в Праге 26 марта 1996 года)
8. «Dominated Love Slave» (только в Японии) — 2:20 (записана в Токио 27 января 1996 года)